# アトランティックシーネットル
アトランティックシーネットル（学名 Chrysaora quinquecirrha）は、鉢虫綱のヤナギクラゲ属に属するクラゲの一種。直訳するとタイセイヨウヤナギクラゲ(大西洋柳水母)

## 特徴
大西洋岸の河口域に生息する。
無数の小さな白い斑点と赤褐色の縞模様が入った半透明の傘と、僅かに赤みがかった長い触手を持つ。
傘の縁は48葉の縁弁に分かれ、40本の触手と8個の感覚器が規則的に並ぶ。縁弁の大きさは2種類あり、これらの特徴は日本近海で見られるアカクラゲに共通するため、ヤナギクラゲ属の中でも特にそちらに近縁だと考えられている。
獲物は主に動物性プランクトン、類、他のクラゲ、そして甲殻類など。稚魚や魚卵、ボウフラ等の昆虫を捕食することもある。

## 刺胞毒
｢シーネットル」は｢海のイラクサ｣を意味しており、その名の通り強い刺胞毒を持ち、刺されると焼けるような激痛を感じる。殆どの場合において大事には至らないが、フィリピンで報告された刺傷例では血管不全と単発性神経炎というより深刻な症状が見られた。
「シーネットル」による刺傷に対しては50:50のスラリー状態にした重曹を添付する。
また淡水は未発射の刺胞を活性化させることがある。